# Victor Emilio Ramírez
Victor Emilio Ramírez (* 30. März 1984 in Ezeiza, Provinz Buenos Aires) ist ein ehemaliger argentinischer Profiboxer, und ehemaliger Weltmeister der IBF und ehem. Weltmeister im Cruisergewicht der WBO.
Seinen ersten Profikampf bestritt Ramírez 2006. Seine erste Niederlage musste er im Dezember 2006 gegen Sebastian Ignacio Ceballos einstecken. Bei einem Kampf gegen Claudio Carlos Roque Fernandez im Juni 2007 musste der Kampf abgebrochen werden, da der Ring dem Gewicht der zwei Boxer und des Ringrichters nicht standhielt. Den Titel „Südamerikameister“ holte er sich am 30. August 2008 durch einen Sieg über Mauro Adrian Ordiales aus Argentinien. Er bestritt am 17. Januar 2009 mit dem Kampf um die WBO-Interims-Weltmeisterschaft im Cruisergewicht erstmals ein Duell außerhalb Südamerikas, nämlich in Düsseldorf. Gegen den ungeschlagenen Russen Alexander Alexejew gewann Ramírez in der neunten Runde vorzeitig durch Aufgabe.
Am 29. August 2009 verlor er gegen Marco Huck in Halle (Westf.) nach Punkten und somit die WBO-Weltmeisterschaft.